# Сизар Милан
Сѝзар Мѝлан Фавèла е дресьор и рехабилитатор на кучета от мексикански произход, натурализиран гражданин на САЩ от 2010 г.
Автор е на книги и издател на списание по въпросите за обучението на кучетата. Водещ е на реалити шоута посветени на кучетата, излъчвани основно по „National Geographic“.

## Биография
Роден е в град Кулиакан, административен център на щата Синалоа в Мексико. Син е на Фелипе Милан Гилен и Мария Тереза Фавела де Милан. Израства сред животните във фермата на дядо си и от малък проявява таланта си да укротява и успокоява животните.
На 21-годишна възраст Сизар заедно със семейството му преминават нелегално границата на САЩ и се установяват в Санта Клара, щата Калифорния. Не знае нито дума английски и почти два месеца семейството живее на улицата, но уменията на младия рехабилитатор скоро му намират клиенти, сред които е и американската актриса и продуцент Джада Пинкет-Смит, която става негов поддръжник и ментор, а като начало му намира учител по английски.
През 2000 г. Сезар Милан получава официален статут на постоянно пребиваващ на територията на САЩ, а през 2009 г. получава американско гражданство.

## Семейство и личен живот
През 1994 г. се жени за Илюзион Уилсън, от която има двама сина: Андрè (р.1995 г.) и Калвин (р.2001). През 2010 г. Илюзион подава молба в съда и се развежда с него. През същата година умира и любимото му куче Дади, американски питбул териер. Това предизвиква у Сизар силен емоционален срив и той прави опит за самоубийство. За да се измъкне от тежкото депресивно състояние дресьорът отказва да взема антидепресанти, а се обръща към работата, към кучетата и физическите натоварвания.
През 2012 г. Сизар се събира да живее с новата си приятелка Джахира Дар. При тях остава да живее по-малкият му син. Новото му семейство се появява понякога в епизодите от последния сезон на „Говорещия с кучета“.

## Творческа дейност
През 2002 г. Сизар Милан създава в Лос Анджелис Център за рехабилитация на кучета, където се занимава с проблемни и агресивни индивиди.
През 2004 г. Сизар Милан става водещ на телевизионно реалити шоу „Говорещият с кучета“ (Dog Whisperer), посветено на рехабилитирането на кучета с дразнещо и агресивно поведение. Шоуто бързо набира популярност и се превръща в едно от най-гледаните предавания в САЩ. Излъчва се 7 сезона – от 13 септември 2004 г. до 15 септември 2012 г. по канала „National Geographic“ и бива предавано в над 80 страни. Във всеки епизод от по 60 мин. водещият се среща с 2 до 3 семейства, които имат проблеми в отношенията си с домашните си кучета – открива в повечето случаи къде е проблемът, а после обучава и наставлява семейството как да се държи с кучето и как да разчита знаците на неговото поведение. Шоуто се превръща в своеобразен бестселър сред телевизионните програми с научно-популярна насоченост.
След прекратяването на „Говорещия с кучета“ дресьорът започва през 2012 г. ново реалити шоу, „Водачът на глутницата“ (Leader of the Pack), в което се опитва да спаси изоставени в приюти кучета като им намери възможно най-подходящото за тях семейство и най-уверените водачи.
През 2009 г. Милан започва да издава в САЩ и Канада месечно списание „Как го прави Сизар“ (Cesar's Way) със статии и съвети за подобряване на взаимоотношенията между хората и техните домашни любимци кучетата. Списанието скоро се превръща в No1 по популярност в своя сектор в Северна Америка, а от 2012 г. стартира издаването му и в ЮАР.
Написва няколко книги с наставления по отглеждането на кучета и с автобиографична насоченост, които се превръщат в бестселъри на „Ню Йорк Таймс“ и са преиздадени в над десет страни.
Сътрудничи с Йейлския университет при създаването на учебни програми за деца, основаващи се на взаимоотношенията с животни.
Работи с широк кръг личности с различни професии, включително и със знаменитости като Опра Уинфри, Никълъс Кейдж, Уил Смит, Вин Дизел и др.
Счита, че успехите му и при животните, и в бизнеса се дължат на онова, което е научил от кучетата – на личното чувство за баланс.
Някои дресьори и издания, посветени на животните, го критикуват за по-острия подход при справянето с агресивни и раздразниелни кучета, но като цяло и те признават ефективния му подход и метода му преди всичко да обучава собствениците, а след това те сами да превъзпитават домашните си любимци.

## Дресура на кучета
Работата му се фокусира върху въздействието върху кучетата с т. нар. от него „спокойно-напориста (спокойно-настойчива) енергия“. Той коригира поведението на домашните любимци като обучава техните собственици да разбират нуждите и сигналите на кучетата, да осъзнават, че кучетата са групови животни и обикновено не живеят самостоятелно, а се събират на глутници с определена йерархия в тях. Той учи собствениците как да заемат лидерска позиция в онова, което кучето счита за своя „глутница“, но да я заемат спокойно, уверено и неотстъпно.
Милан поставя на първо място покриването и балансирането на основните нужди на кучето чрез: упражнения, дисциплина и любов – точно в тази последователност. С други думи задължение на собственика е да дава възможност на кучето да изразходва своята енергия чрез подходящи упражнения или да я насочва в подходяща за него работа, да го научи да следва ясни правила и да знае своите граници и ограничения, а в подходящото време, когато кучето е изпълнило неговите изисквания, да му дава своята любов. Милан настоява собствениците да показват своята любов към кучето само когато то е спокойно, уравновесено, когато е доволно, че е изпълнило упражненията или се е съобразило с правилата, когато умът му не е напрегнат и обезпокоен; защото ако кучето е нервно, уплашено, раздразнено или в друго превъзбудено състояние, проявите на любов от страна хората може само още повече да засилят дисбаланса на отрицателна енергия у него и да го научат да си търси внимание с помощта на дразнещо и невротично поведение.
Според Милан най-голямата грешка на собствениците на кучета е да им дават много внимание, нежност и лакомства, твърде малко дисциплина, почти никакви упражнения и съвсем недостатъчни разходки.
Рехабилитаторът подчертава особената важност на разходките за кучето, а не само на упражненията. Но на първо място кучето трябва да признава собственика си като свой водач. Той настоява собствениците внимателно да следят сигналите на тялото, интонацията и лицето и своевременно да отстраняват причините за лошото поведение още в зародиш или преди да са е изострило. Призовава собствениците да разберат дълбокото влияние, което оказва собственото им емоционално състояние върху домашния питомец. Животните са много чувствителни – те усещат настроението, сърцебиенето, нервността, неувереността на своите владелци, като всичко това рефлектира върху собствената им емоционална нагласа и те реагират по свой невротично-агресивен начин. Затова много е важно хората, които притежават кучета, да контактуват с тях, когато те самите са в спкойно, отпуснато състояние, но излъчват увереност и се движат с изпънати рамене и вдигнати гърди.
Сизар Милан многократно заявява, че е необходимо да се удовлетворяват потребностите на кучето според неговите кучешки нужди, а не предимно според човешките емоции на собствениците му. И най-вече владелецът на кучето трябва да разбере, че всяко куче е уникално и има свои особени индивидуални потребности, които да го отличават от останалите кучета наоколо.
Настоява да се използват прости гласови подвиквания като например „шшт“ и „тсст“, други звукови сигнали или щракане с пръсти, за да заостри вниманието на кучето или да му даде сигнал „внимание“ и препоръчва такива да се използват много по-често от думите и особено от името.
Милан съветва: при среща с непознат човек или куче да не се използват първо гласови или зрителни сигнали, защото кучетата възприемата света около себе си първо с обонянието, след това със зрението и едва накря със слуха си. На кучето трябва да се позволи първо да подуши новия „обект“, какъвто и да е той, ако е възможно дори преди да го види и чуе, след това да го види, после да го чуе и накрая, ако кучето позволи, да го усети – да се докосне до него.

## Благотворителна дейност
През 2007 г. Сизар и Илюзион Милан създават благотворителна фондация за спасяване, рехабилитиране и настаняване на кучета. Те създават и програма за обучение на осиновители на кучета. След развода им фондацията е само на името на Сизар Милан.
Рехабилитаторът участва в множество проекти свързани с кучетата, с деца в риск, с обучение на хората да разбират и приемат животните. През 2006 г. обикаля страната със семинар, чиито приходи също влизат във фондацията.
За своята ангажиратност с проблемите на животните и за своята благотворителна дейност Милан е награждаван с множество награди, включително е бил номиниран няколко пъти за наградата „Еми“ в категорията телевизионни реалити шоу програми.
МАРИЯ твоето куце и то говори споко джони тест дай саджак